# Bear Mountain Bridge
Die Bear Mountain Bridge ist eine zweistreifige Straßenbrücke im US-Bundesstaat New York, die den Hudson River zwischen Rockland County und Orange County im Westen und Westchester County und Putnam County im Osten überspannt.
Bei ihrer Eröffnung am 27. November 1924 war sie die erste Brücke über den Hudson River südlich von Albany, New York und die längste Hängebrücke der Welt, bis sie 1926 von der Benjamin Franklin Bridge abgelöst wurde. Die Bear Mountain Bridge war außerdem die erste Hängebrücke mit einer Betonfahrbahn.

## Lage
Die Bear Mountain Bridge liegt an einer Engstelle des Hudson River zwischen den steilen Hängen des Bear Mountain und der Anthony’s Nose. An den Flussufern unter ihr liegen die Eisenbahnstrecken der von der Metropolitan Transportation Authority betriebenen Hudson Line und der River Subdivision auf der westlichen Seite. Die Bear Mountain Bridge liegt im Zuge der U.S. Highway 6 und der US 202, des Fernwanderweges Appalachian Trail und der New York State Bicycle Route 9. Rund 10 Kilometer weiter flussaufwärts liegt die United States Military Academy in West Point.

## Geschichte
Schon 1868 gab es Vorschläge für eine doppelstöckige Hängebrücke mit Eisenbahngleisen und Fahrbahn. Man hoffte, mit der Eisenbahn die Kohle aus Pennsylvania billiger nach New England transportieren zu können. Nach langwierigen Vermessungsarbeiten in dem schwierigen, bergigen Gelände und verschiedenen erfolglosen Anläufen zum Bau der Brücke wurden die Aktivitäten eingestellt.
1913 wurde der westlich des Hudson Rivers liegende Bear Mountain State Park eröffnet, der sich rasch zu einem beliebten Ausflugsziel für die New Yorker Bevölkerung entwickelte, so dass der inzwischen installierte Fährverkehr oft überlastet war. 1922 erhielt die Bear Mountain Hudson Bridge Company eine gesetzliche Lizenz zum Bau und zum 30-jährigen Betrieb einer Straßenbrücke über den Hudson. Die Pläne für die Brücke wurden von Howard C. Baird und Francis P. Witmer erstellt. Im März 1923 begann man mit den Arbeiten an der Brücke und an der fast 5 Kilometer langen Zufahrtsstraße entlang der steilen Hänge des Hudson. Im Oktober waren die Verankerungen für die Tragkabel in den Granithängen fertig, im April 1924 standen die stählernen Pylone. Im August hatte John A. Roebling & Sons, Co. das Luftspinnverfahren für die Herstellung der Tragkabel abgeschlossen. Anschließend wurden die mit Schiffen antransportierten Elemente des Fahrbahnträgers an die Tragkabel gehängt und schließlich der Beton für die Fahrbahndecke eingebracht. Am 10. September 1924 war die Brücke fertiggestellt. Sie wurde am 26. November 1924 feierlich eröffnet und am folgenden Tag für den Verkehr freigegeben.
Die Brücke war zwar technologisch ein Erfolg, aber finanziell brachte sie in 13 der ersten 16 Jahre nur Verluste. 1940 wurde sie von der New York State Bridge Authority übernommen, die die Maut in zwei Etappen deutlich senkte.
1982 wurde die Bear Mountain Bridge in das National Register of Historic Places eingetragen.

## Beschreibung
Die Bear Mountain Bridge ist eine Hängebrücke mit einer Spannweite der Hauptöffnung von 497,43 Metern (1632 Fuß) und einer lichten Höhe von 41 Metern (135 Fuß) über MHW. Sie hat neben den beiden Fahrstreifen je einen Radweg bzw. Pannenstreifen und hinter Betonrampen je einen schmalen Fußweg.
Der Fahrbahnträger wird von einer 15,24 Meter (50 Fuß) breiten stählernen Fachwerkkonstruktion gebildet. Ihre beiden 107 Meter (351 Fuß) hohen Pylone bestehen jeweils aus zwei schlanken, stählernen Stielen, die durch horizontale und diagonale Streben untereinander versteift werden, aber in Längsrichtung flexibel sind. Diese Stiele stützen die beiden 46 Zentimeter starken Tragkabel aus Paralleldrahtseilen, die direkt in den Granitfelsen der Uferhänge verankert sind. Die Hänger der Tragkabel sind mit dem Untergurt des Fahrbahnträgers verbunden, weshalb auch die Tragkabel außen am Fahrbahnträger entlang bis zu dem Untergurt geführt werden. Im mittleren Drittel der Brücke verlaufen sie deshalb unterhalb der auf dem Träger aufliegenden Fahrbahn, was den Benutzern der Brücke einen ungestörten Blick über den Hudson River ermöglicht.
Nur der Fahrbahnträger der Hauptöffnung ist mit Hängern an den Tragkabeln befestigt, die Seitenfelder sind kurze Fachwerkbrücken ohne Verbindung zu den Tragkabeln. Die Fahrbahn wurde erstmals aus einer vor Ort gegossenen Betondecke hergestellt, die aber keine tragende Funktion hat.
Die Bear Mountain Bridge ist mit ihren schlanken Pylonen und dem vergleichsweise leichten und schmalen Fahrbahnträger ein Beispiel für den Einfluss, den die seit der Manhattan Bridge weiterentwickelte Deflektionstheorie auf den Bau von Hängebrücken hatte.
Seit dem Jahr 2012 beträgt die durch den Brückenbetreiber New York State Bridge Authority erhobene Brückenmaut, die allerdings nur in östlicher Fahrtrichtung erhoben wird, für PKW 1,25 US-Dollar.